# Gult markskinn
Gult markskinn (Byssocorticium lutescens) är en svampart som beskrevs av J. Erikss. & Ryvarden 1973. Byssocorticium lutescens ingår i släktet Byssocorticium och familjen Atheliaceae.   Inga underarter finns listade i Catalogue of Life.
I den svenska databasen Dyntaxa används istället namnet Tretomyces lutescens för samma taxon.  Arten är reproducerande i Sverige.